# ゲロニウムの戦い
ゲロニウムの戦い（ゲロニウムのたたかい）は第二次ポエニ戦争中の戦いで、紀元前217年夏と、同年秋に戦闘が行われた。アゲル・フレルヌスの戦いの勝利後、ハンニバルは北方さらに東方に移動してサムニウムを通ってゲロニウム（現在のモリーゼ州のカザカレンダ近く）に達した。独裁官（ディクタトル）クィントゥス・ファビウス・マクシムスの率いるローマ軍は、持久戦略を取りながらカルタゴ軍を注意深く追跡していた。この戦略はローマ市民には不評であり、ファビウスは宗教行事を理由にローマに戻ることを強制され、そこで彼の行動に対する弁明を行った。副官のマルクス・ミヌキウス・ルフス（en）が軍の指揮のために残されていたが、ゲロニウムのカルタゴ軍野営地近くで油断していたカルタゴ軍と戦闘を交え、かなりの損害を与えた。
この「勝利」はファビウスに不満を持つローマ市民をして、ミヌキウスを独裁官と同等の地位に昇進させることとなった。ミヌキウスは軍の半数を率い、ゲロニウム近くにファビウスとは離れて野営した。ハンニバルはこの情報を得ており、巧妙な罠をかけた。それはミヌキウスを野営地から伏兵を配置した場所におびき出し、全方向から攻撃するというものであった。ミヌキウス軍は大損害を受けたが、ファビウスの援軍が到着したために、全滅は免れた。この敗戦の後、ミヌキウスは自身の軍の指揮権をファビウスに返却し、副官の地位に戻った。

## 戦略的状況
アゲル・フレルヌスの戦いに勝利してファビウスの罠から逃れたハンニバルは、その軍と戦利品と共に、モリーゼに向かって東進した。ファビウスは持久戦略を続け、会戦が生じないように高地を選んで注意深くカルタゴ軍を追尾していた。
カルタゴ海軍は紀元前218年の開戦以来、ローマの沿岸を襲撃していた。ローマ海軍は毎年アフリカ沿岸を襲っていた。
イベリア半島のハスドルバル・バルカは紀元前217年のエブロ川河口の海戦での敗戦以来、ローマ占領地に対する遠征軍を送っていなかった。イベリア半島におけるローマ軍指揮官のグナエウス・コルネリウス・スキピオ・カルウスに、弟のプブリウス・コルネリウス・スキピオが8,000の兵力を引き連れて合流し、ローマ軍の兵力は歩兵30,000と騎兵3,000に増強された。兄弟は執政官（コンスル）の任期が終わった後も前執政官（プロコンスル）として軍を率い続けていた。スキピオ兄弟は、イベリア人部族の部族長であるアベロクス（en）の反乱に乗じて、サグントゥム（現在のサグント）でカルタゴ軍に捕らわれていた人質を取り戻すことができた。これによりイベリア半島のカルタゴ勢力は弱体化し、逆にローマのそれは強化された。スキピオ兄弟はカルタゴ領イベリアに大規模な攻撃をかけることはなく、エブロ川以北におけるローマ勢力の強化に努めていた。

## 序幕

### 中部イタリアにおけるカルタゴ軍の動き
カリファエ山の峠を通ってアゲル・フレルヌスを脱出した後、カルタゴ軍の動きは大量に鹵獲した家畜のためにゆっくりとしたものであり、冬営地に適した場所を探していた。ファビウスとローマ軍は直接接触を避けるように距離をとり、カルタゴ軍を追尾した。ハンニバルは北のヴェネフラムへ向かったが、ローマはこの都市がカルタゴ軍の目的だと警戒した。しかし、カルタゴ軍は急に東に転進しサムニウムに入り、アペニン山脈を越えてペリグニアル平原を通過して、現在のモリーゼ州付近へ達した。カルタゴ軍は現在のカザカレンダ近くのゲロニウムという街を奪取した。ファビウスはハンニバルを追尾し続け、北方20マイルのラリヌムの丘陵部に野営した。ファビウスが抵抗しなかったために、カルタゴ軍が通過した場所では農場や家屋は破壊され、資産は奪取され、また捕虜を獲得していった。

### ゲロニウムのカルタゴ野営地
ハンニバルがゲロニウムを奪取した経緯は、住民が開城を拒否した後に攻撃したという説と、城壁の一部が崩れていたために防御困難と感じた住民が既に街を焼いて逃げていたという説がある。カルタゴ軍は街の外に野営地を築き、ゲロニウムの街は大規模な穀物倉として利用することとした。さらに防御のために街と野営地を塹壕と柵で囲んだ。傷病兵は回復につとめ、数千の現地調達部隊を周囲に派遣し、山腹で牛馬の放牧を行った。兵の2/3がこのような任務に従事し、残り1/3が野営地の防衛を担った。

### ミヌキウス、軍の指揮をとる
カルタゴ軍がゲロニウムで冬営の準備に忙しくしている間、ファビウスはミヌキウスに軍の指揮を委ね、宗教行事と弁明のために一旦ローマに戻った。この際に持久戦略を維持するように命じていたが、ミヌキウスはカルタゴに対する積極戦略を主張しており、数日後には野営地を丘の下に移動させた。ローマ軍はこの野営地から出撃し、カルタゴ軍調達部隊に対する嫌がらせ攻撃を実施してハンニバルを挑発した。ハンニバルもこれに反応して軍の2/3をゲロニウムからローマ軍野営地近くに移動させ、一時的な野営地を築き、ローマ軍野営地を見下ろす丘を2,000のヌミディア槍兵に占領させた。この当時、カルタゴ軍は馬を休ませていたため、その機動力は制限されていた。即ち、カルタゴ軍はその最強部隊を欠いていたことになる。
ミヌキウスは直ちに丘の上の槍兵部隊に攻撃をかけてこれを撃退し、その占領した丘に野営地を移動させた。この段階ではミヌキウスがイニシアチブをもっていた。性急なミヌキウスは、この優位性を利用しようとした。

### 戦闘
ローマ軍の動きに合わせ、カルタゴ軍は数日の間調達部隊の人数を減らし、ローマ軍野営地近くの自軍野営地を強化し戦闘に備えた。しかしながら、ミヌキウスはファビウスを見習うかのように野営地にこもっていた。このためハンニバルはジレンマを抱えることとなった。即ち、既存の補給物質に頼って滞陣を続けるか（やがては物資不足が生じる）、調達部隊を再び増強して長期滞陣に備えるか、である。結局ハンニバルは調達部隊の増強を選んだが、ローマ軍はこの機会を捉え、野営地の後門から軽歩兵と騎兵を出撃させ、ゲロニウム周辺各地に散らばっていたカルタゴ軍調達部隊の多くを殺傷した。他方、ミヌキウスが率いる歩兵は、カルタゴ軍臨時野営地に対峙していた。調達部隊を攻撃され、臨時野営地も攻撃の危険にさらされることとなったが、ハンニバルはローマ軍に対する急襲部隊を率いて出撃した。
ハンニバルの兵力は全軍の1/3に過ぎず、騎兵は殆ど無く、兵力に劣るカルタゴ軍は望まない戦闘を戦うこととなった。最初のカルタゴ軍の猛攻撃によりローマ軍は震撼したが、歩兵8,000と騎兵500を率いたルキウス・デキムスの援軍がカルタゴ軍背後に現れたため、最終的には優勢を得た。ルキウスの軍勢はファビウスが送ったものであった。カルタゴ軍は退却を開始し、ローマ軍は追撃にあたって野営地を引き払うことも考慮した。しかしハスドルバルが調達部隊の兵4,000を率いて到着し、ローマ軍の優位性がやや失われたため、ミヌキウスは引き上げを命じた。カルタゴ軍の損害は6,000、ローマ軍の損害は5,000と言われている。ローマ軍は、カルタゴ軍が不利な状況に陥るように強いて、多大な損害を与えた。この戦闘は、イタリア半島での作戦中にハンニバルが唯一退却した例であった。
この敗北により、ハンニバルは戦術的な点から自身の滞陣位置を再考せざるを得なくなった。ローマ軍の兵力はカルタゴ軍を上回り、カルタゴ軍野営地はゲロニウムと臨時野営地の2つに分かれていたのに対して、ローマ軍は集中していた。カルタゴ軍が調達部隊を出すと、ミヌキウスはそれに対する嫌がらせ攻撃をかけることができた。 臨時野営地に留まり続けるにしても小競り合いは継続し、それぞれの結果がどうであれ、援軍が期待できないカルタゴ軍にとって消耗戦は最悪の選択であった。加えて、ローマ軍がゲロニウム自体に攻撃をかける可能性もあったが、そうなれば補給物資を全て失ってしまう。結局、ハンニバルは全軍をゲロニウムの野営地に引き上げさせた。ミヌキウスは放棄された自軍近くのカルタゴ軍野営地を直ちに占領した。

### ミヌキウス元老院から賞賛される
ハンニバルと彼のカルタゴ軍は、優越した指揮官、優越した機動性を持って、紀元前218年には連続して3つの戦いでローマ軍を撃破した。この敗北の恐怖から、ファビウスはカルタゴ軍との会戦を避け、アゲル・フレルヌスではカルタゴ軍を罠にかけることに成功したものの、またもやローマ軍は翻弄された。カルタゴ軍はイタリア半島内を略奪して、自身のポケットを満たしていた。このような中、大規模な会戦ではないとは言え、ミヌキウスがハンニバルを打ち負かし撤退させたことを、ローマ人は大勝利と歓迎した。ファビウスが率いるローマ軍はカルタゴ軍を追尾すること以外ほとんど何もできなかったのに対し、同じ軍をミヌキウスが指揮してハンニバルを退却させたのである。元老院はミヌキウスの功績に報いる方法を考えた。
ローマの政治的伝統では、その任期中に独裁官を解任することはできなかった。しかしながら、ファビウスは通常とは異なり元老院によって独裁官に選ばれていたため、元老院はファビウスの権限を縮小する手段を講じた。メテルスという名の法務官（プラエトル） 、またはガイウス・テレンティウス・ウァロ（翌年の執政官）が、ミヌキウスをファビウスと同等の地位に昇進させることを提案した。この提案は受理され、歴史上初めて2人の独裁官が同時に存在することとなった。現実的には独裁官の権限は執政官と同じに低下したのである。軍に戻ったファビウスは、それぞれの独裁官が交互に軍の指揮をとるか、あるいは軍を2つに分けることを提案した。ミヌキウスは軍の分割を選び、第II軍団と第III軍団および同盟国2個軍団がミヌキウスの指揮下となり、ファビウスの野営地とは別の場所に自身の野営地を設営したが、おそらくこの場所は以前のハンニバルの臨時野営地であったと思われる。

## ハンニバルの対応
ハンニバルの冬営地であるゲロニウムの安全は確保されており、またローマ軍に対する大規模な作戦も計画されていなかった。ローマ軍の兵力は依然としてカルタゴ軍に優越しており、ハンニバルは決定的な戦術的優位性を見出すまで、大規模作戦を望まなかった。カルタゴ本国からの補給が期待できず、敵地に滞陣しているハンニバルにとって、兵の消耗は許されなかった。
しかしローマ軍が2分割されたとの情報を受け、ハンニバルは戦略を再考し、ローマ軍を会戦によって撃滅することを考慮した。ローマ軍は分かれて野営しており、援軍が到着するまでの間、カルタゴ軍は優位な戦闘を行うことができる。紀元前217年夏の間、ファビウスはカルタゴ軍の挑発に乗らなかったことから、ハンニバルはミヌキウスの方が対処容易と結論した。したがって、ファビウスが行動する前にミヌキウスを敗北させる方法を考える必要があった。ハンニバルの次なる課題は、ミヌキウスのローマ軍を罠にかけて撃滅する計画を立案することであった。慎重な検討の後、ミヌキウスの攻撃的な性格を利用し、戦闘に適切な地形を選んだ計画を立案した。前回と同じような勝利が得られるとミヌキウスが考えるように、慎重にカルタゴ軍を機動させ、実際にはトレビアの戦いと同じような罠を仕掛けるというものであった。前回のハンニバルの敗戦は、このような状況を作り出すための故意のものであったとの説もあるが、この説はやや突飛に過ぎると思われる。

### 蒔かれた餌
カルタゴ軍とローマ軍の野営地の間はおおむね平坦ではあるが、樹木も無い不毛の土地で中間に低い尾根があり、兵を隠すに十分なくぼ地があちこちにあった。ハンニバルは歩兵5,000と騎兵500を選び、200-300人を1群として戦闘前夜にくぼ地に身を隠すように命令した。カルタゴ軍は良く訓練されており、この混乱を起こしかねない任務を完璧に実行した。夜明けになると、カルタゴ軍軽歩兵がローマ軍から視認できる丘の上に現れた。前回とは異なり、ハンニバルはローマ軍の行動に対する全ての準備を整えていた。

### ゲロニウムの戦い
丘の上のカルタゴ軍を見たミヌキウスは、これを駆逐するためにウェリテス（軽装の散兵）を送った。ハンニバルは、戦闘が膠着状態になる程度に、丘の上の兵力を増強した。このため、ミヌキウスはローマと同盟国騎兵を丘の上に派遣し、これに対してハンニバルのヌミディア騎兵が反撃してきたが、これもまた膠着状態に陥った。騎兵を戦闘に投入したため、ミヌキウスは戦場を偵察する手段を失い、ハンニバルの罠も見抜くことができなかった。丘の上での小競り合いがしばらく続いたが、ローマ騎兵は次第にカルタゴ騎兵に押され始めた。
この状況を見たミヌキウスは、隷下の4個軍団に対して丘に向かって進軍するように命じた。ハンニバルは丘の裏側にも歩兵を隠していたが、ローマ軍が前進を開始するとカルタゴ兵もローマ軍に向かった。部隊投入の順序、タイミングは全てハンニバルによって調整されており、ローマ軍に戦場を偵察したり全般を検討したりする時間を与えなかった。これを見ていたファビウスは、兵に戦闘準備をさせたが、まだ動かなかった。
ミヌキウスが率いるローマ歩兵が丘を登り始めた頃、ローマ騎兵は撃破されてばらばらになってしまった。ローマの軽歩兵も既に押されていたが、これも撃破されて登ってくる来る軍団兵の中に押し込まれてしまった。このためローマ軍の陣形は乱れてしまい、再度陣形が整う前に、くぼ地に隠れていたカルタゴ兵が姿を現し、ローマ軍戦列の側面と背後から攻撃を開始した。ハンニバルとその歩兵部隊も、ミヌキウスが奇襲のショックから立ち直る前に、正面からの攻撃を開始した。全方向からの攻撃を受け、ローマ軍の陣形は壊れ、あるものは逃亡、あるものは降伏、あるものは生きるために戦っていた。ローマ軍に再び惨劇が迫っていた。
ファビウスは隷下の4個軍団を率いて戦闘に参加するために前進を開始した。ミヌキウス軍からの逃亡兵が彼の軍団の側面に整列しはじめた。ミヌキウスとファビウスの間のカルタゴ軍は撤退したため、ミヌキウスと生き残った兵士たちは後退し、ファビウスの無傷の軍団の側面に集合することができた。ハンニバルの天才的才能を見ていたファビウスは、自身の軍団を戦闘に投入することをためらった。両軍は再度集合し戦闘隊形を取りつつあったが、いくつかの小競り合いの後、皮肉なことにハンニバルの方が先に軍を引いた。ファビウスも撤退し戦闘は終了した。
おそらくハンニバルは依然として数に勝るローマ軍との戦闘は望まなかったと思われる。ローマ軍の半数は無傷であったのに対し、カルタゴ軍は既に戦闘で疲弊していた。ローマ軍が大敗したとは言え、戦略的に見た場合、ハンニバルにとってのパワーバランスは大きく変わったわけでなかった。カルタゴ軍がゲロニウムで冬営している間、ローマ軍は新たな軍団を編成することができた。他方、ハンニバルにとっては、戦闘に敗れることはその場で戦争に負けることを意味した。カルタゴ軍はローマ軍に多大な損害を与えたが、ファビウスの迅速な行動がローマ軍の再度の壊滅を防いだ。ハンニバルはギャンブルは避けて、兵を失うことを慎み、この成功を確実なものとすることを選んだ。

## その後
敗戦の後ミヌキウスは最高司令官の地位をファビウスに返上し、自身は副官に戻った。ローマ、カルタゴ両軍ともに冬営に入り、冬の間に大きな戦闘はなかった。紀元前217年12月にファビウスの独裁官の任期は完了し、執政官ルキウス・アエミリウス・パウッルスとガイウス・テレンティウス・ウァッロに軍の指揮が委ねられた。両軍共に紀元前216年6月までゲロニウムに留まり、その後ハンニバルはカンナエへと向かった。

### その他文献
- Dodge, Theodore A. (1891). Hannibal. Da Capo Press. ISBN 0-306-81362-9
- Warry, John (1993). Warfare in the Classical World. Salamander Books Ltd. ISBN 1-56619-463-6
- Livius, Titus (1972). The War With Hannibal. Penguin Books. ISBN 0-14-044145-X
- Delbruck, Hans (1990). Warfare in Antiquity, Volume 1. University of Nebraska Press. ISBN 0-8032-9199-X
- Lancel, Serge (1997). Carthage A History. Blackwell Publishers. ISBN 1-57718-103-4

座標: 北緯41度45分42秒 東経14度44分00秒 / 北緯41.7618度 東経14.7334度